# Степанов, Николай Александрович (художник)
Никола́й Алекса́ндрович Степа́нов (21 апреля (3 мая) 1807, Калуга — 23 ноября (5 декабря) 1877, Москва) — российский художник-карикатурист, брат Петра Александровича Степанова.

## Биография
Родился в 1807 году в Калуге. Отец А. П. Степанов был первым губернатором Енисейской губернии.
В 1821 году вместе со своим братом определён в Московский университетский благородный пансион. В пансионе начал писать стихи, которые никогда не были опубликованы.
В 1827 году Николай Александрович назначен в Красноярск, на службу в Главное управление Восточной Сибири. В Красноярске начал рисовать карикатуры, планировал издавать журнал «Минусинский раскрыватель».
В 1829—1830 годах в Красноярске действует общество любителей словесности «Красноярская литературная беседа». Общество создано Н. А. Степановым (председатель), В. И. Соколовским (секретарь), И. М. Петровым и И. Краснопольским. Общество закрылось из «опасения вызвать подозрения». Данные об обществе обнаружены в секретном фонде III отделения личной канцелярии Николая I. В 1836 году Соколовский был арестован и заключён в Шлиссельбургскую крепость. Первый пункт обвинения заключался в сочинении «Устава литературного общества под названием „Красноярского“»..
В 1832 году уехал в Санкт-Петербург, где работал в департаменте казначейства. В 1836 году Степанов перевелся в Саратов, а в 1843 году вышел в отставку в чине статского советника.

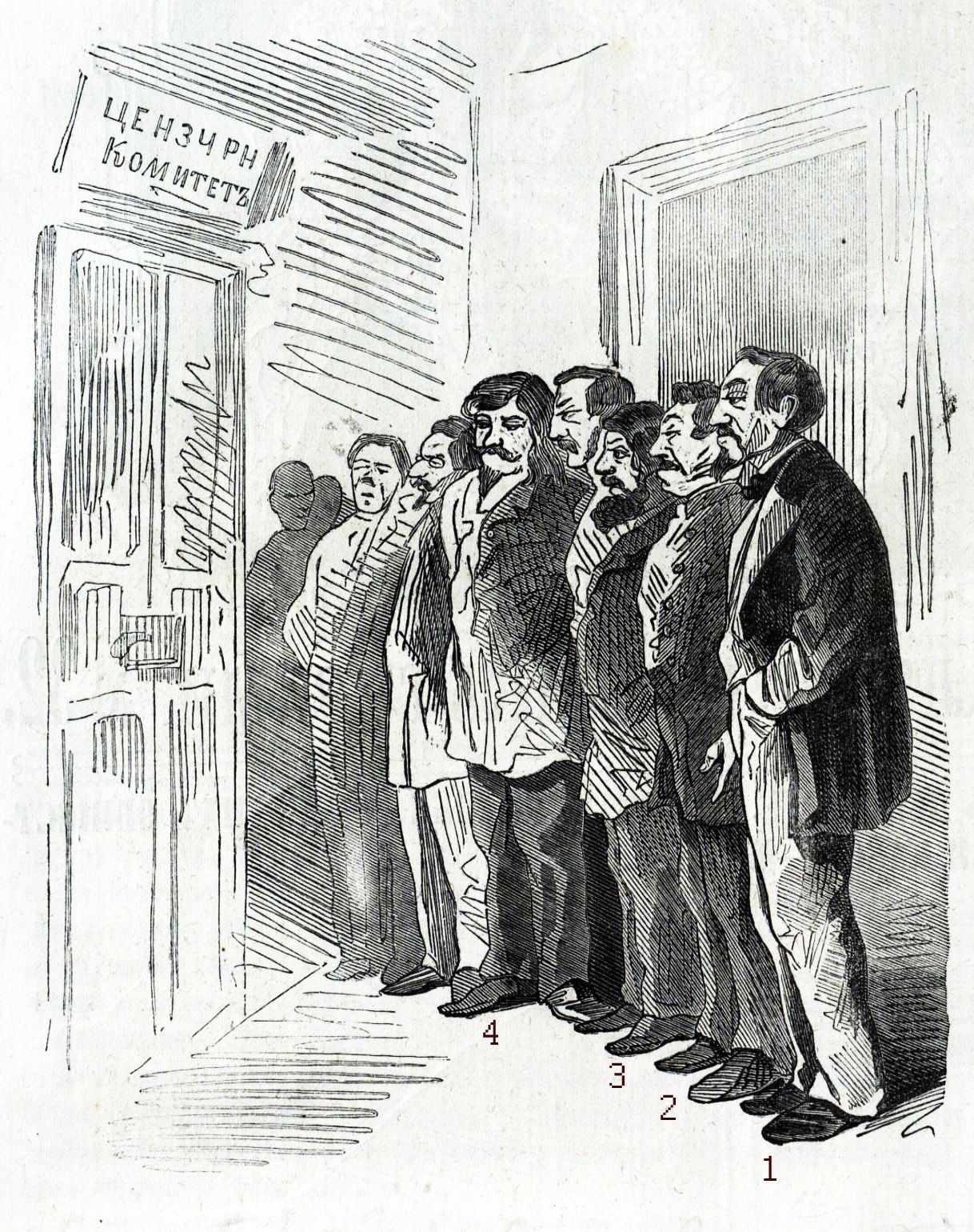
Редакторы журналов отстаивают свои статьи. Карикатура Н. А. Степанова.
«Искра», 1862, № 32.

Рисовал карикатуры для журналов «Сын Отечества», «Иллюстрированный альманах». В 1849 году вместе с зятем (старшим братом своей жены), композитором А. С. Даргомыжским, издавал «Музыкальный альбом», рисовал для него карикатуры. В 1855—1856 годах выпустил несколько альбомов своих карикатур. Начал производить гипсовые карикатурные бюсты известных деятелей культуры: Айвазовского, Белинского, Гончарова, Некрасова и других.
В 1859—1864 годах вместе с поэтом В. С. Курочкиным издавал сатирический журнал «Искра». Нарисовал для журнала около 1600 карикатур. В 1865 году начал издавать свой сатирический журнал «Будильник», в котором работал до 1876 года.
Николай Александрович умер в 1877 году.
Ранние рисунки Николая Александровича, сделанные им в Красноярске, были приобретены библиофилом Юдиным. В настоящее время они хранятся в Государственной универсальной научной библиотеке Красноярского края.